# Wilhelm Theodor Roscher
Wilhelm Roscher (* 6. Juni 1818 in Dreye, Königreich Hannover; † 22. November 1893 in Göttingen) war ein deutscher Richter und Parlamentarier.

## Leben
Wilhelm Theodor Roscher war der Sohn des Zolldirektors Theodor Gottfried Roscher und Bruder von Heinrich Roscher, ebenfalls Richter und Mitglied im Preußischen Abgeordnetenhaus. 1852 heiratete er Henriette Victorine Elisabeth Schaumann, mit der er acht Kinder hatte. Das erste Kind war der spätere Jurist Friedrich Wilhelm Theodor Roscher, der „über das Leben und Wirken seines Vaters“ in den Jahren 1892, 1909 und 1913 (Ablichtungen) mehrere Veröffentlichungen verfasste.
Wilhelm Roscher studierte an der Georg-August-Universität Göttingen Rechtswissenschaft. 1838 wurde er Mitglied des Corps Bremensia. Nach dem Studium wurde er als Anhänger der Göttinger Sieben zunächst längere Zeit nicht zum Auditorexamen zugelassen. Er schlug dann die Richterlaufbahn ein. 1860 wurde er Oberappellationsgerichtsrat am Oberlandesgericht Celle. Später wurde er Landgerichtspräsident des Landgerichts Göttingen. Roscher war von 1864 bis 1865 Mitglied der Zweiten Kammer der Ständeversammlung des Königreichs Hannover. Von 1867 bis 1869 saß er als Abgeordneter des Wahlkreises Hannover 35 (Verden) und von 1870 bis 1873 des Wahlkreises Hannover 5 (Lingen) im Preußischen Abgeordnetenhaus. Er gehörte der Fraktion der Nationalliberalen Partei an. In den Jahren 1872 und 1873 war er Mitglied der Justizkommission.

## Ehrungen
- Charakter als Geh. Oberjustizrat
- Ehrenmitglied des Corps Bremensia
- Dr. iur. h. c.

## Archivalien
Archivalien von und über Wilhelm Theodor Roscher finden sich beispielsweise
- im Geheimen Staatsarchiv Preußischer Kulturbesitz im Kontext  Familienarchive und Nachlässe mit dem Inhalt „Veröffentlichungen von Dr. jur. Theodor Roscher über das Leben und Wirken seines Vaters Wilhelm Theodor Roscher, 1892, 1909 und 1913 (Ablichtungen)“; Archivsignatur VIII. HA, C, Nr. 279[1]